# Зубарєв Микола Гаврилович
Микола Гаврилович Зу́барєв (рос. Николай Гаврилович Зубарев; нар. 13 грудня 1886, Єлабуга — пом. 11 вересня 1964, Львів) — український і російський оперний співак (спочатку бас, потім баритон); заслужений артист УРСР з 1931 року.

## Біографія
Народився 1 [13] грудня 1886 року в місті Єлабузі (тепер Татарстан, Російська Федерація). Впродовж 1902—1905 років брав уроки співу у Івана Вулпе. У 1906 році співав у Московському філармонійному товаристві (антреприза Максиміліана Максакова). З 1907 по 1911 рік навчався в Музично-драматичному училищі Московського філармонічного товариства (викладачі Лаврентій Донський, Д. Корсі-Соколов).
У 1911—1912 роках — соліст Казанської, у 1912—1915 роках — Єкатеринбурзької, у 1915—1918 роках — Тифліської опер. У 1922—1923 роках співав у Баку і Ташкенті. У 1923 році — соліст Одеської, у 1923—1925 роках — Київської опер, у 1925—1927 роках — соліст Большого театру в Москві, у 1927—1928 роках — соліст Свердловської; у 1928—1937 роках — знову Київської опер.
Впродовж 1945—1950 років викладав у Львівській, а у 1950—1961 роках — Київській консерваторіях. Серед учнів — Анатолій Мокренко, Клавдія Радченко. Помер у Львові 11 вересня 1964 року.

## Творчість
партії
- Остап («Тарас Бульба» Миколи Лисенка);
- Самійло Кішка («Дума чорноморська» Бориса Яновського);
- Кармелюк («Кармелюк» Валентина Костенка);
- Тугар Вовк («Золотий обруч» Бориса Лятошинського);
- Мазепа, Онєгін, Томський, Чуб («Мазепа», «Євгеній Онєгін», «Пікова дама», «Черевички» Петра Чайковського);
- Грязной, Мізгир, Веденецький гість («Царева наречена», «Снігуронька», «Садко» Миколи Римського-Корсакова);
- Борис Годунов («Борис Годунов» Модеста Мусоргського);
- Демон, Віндекс («Демон», «Нерон» Антона Рубінштейна);
- Скарпіа («Тоска» Джакомо Пуччині);
- Яґо, Жермон, Рамфіс, Амонасро, Ренато («Отелло», «Травіата», «Аїда», «Бал-маскарад» Джузеппе Верді);
- Ескамільо («Кармен» Жоржа Бізе);
- Тельрамунд («Лоенгрін» Ріхарда Вагнера);
- Валентин («Фауст» Шарля Гуно);
- Тоніо («Паяци» Руджеро Леонкавалло);
- Суддя («Вертер» Жуля Массне).

Автор «Спогадів про Шаляпіна» (збереглися в рукописі; частково надруковані в журналі «Музика», 1971, № 4).